# 西部英雄
《西部英雄》（前名：鬥賊），待播出的中國大陸的警匪動作喜劇，改編自常書欣的原著小說《斗賊》。由龔朝暉導演，黃景瑜、倪大紅、李雪健領銜主演。2021年7月12日在西安進行開機拍攝，10月23日全劇殺青。

## 播出時間
| 頻道   | 所在地   | 播映日期 | 播出時間 | 備註 |
| 愛奇藝 | 中国大陆 | 待定     |          |      |

## 演員列表

### 主要演員
| 演員   | 角色   | 介紹                                               |
| 黃景瑜 | 平三戈 | 28歲，警方臥底                                     |
| 倪大紅 | 古風城 | 60歲，“賊王”橋爺                                   |
| 李雪健 | 老嚴頭 |                                                    |
|        | 孫韶霜 | 專案組組長，委派平三戈深入奉京“竊賊江湖”展開調查。 |
| 修睿   | 布狄   | “賊王”徒弟                                         |

## 電視原聲帶
| 《西部英雄》電視劇原聲帶 | 《西部英雄》電視劇原聲帶 |
| 曲序                     | 曲目                     |
| ------------------------ | ------------------------ |
| 1.                       | 无题（主題曲）           |
| 2.                       | 无题（片尾曲）           |
| 3.                       | 无题（插曲）             |
| 4.                       | 无题（插曲）             |

## 原著小說
| 出版日期  | 書名     | 作者   | 出版社   | ISBN               |
| 2021年5月 | 《斗賊》 | 常書欣 | 讀客文化 | ISBN 9787513915717 |

## 外部連結
- 豆瓣电影上《西部英雄》的資料 （简体中文）